# Amazonas 5
O Amazonas 5 é um satélite de comunicação geoestacionário espanhol construído pela Space Systems/Loral. Lançado no dia 12 de setembro de 2017.
O Amazonas 5 está na posição orbital definitiva, em 61º Oeste, sendo operado pela Hispasat/Hispamar. O satélite tem cobertura sobre todo o continente americano e conta com uma vida útil estimada de 15 anos. 
A grande capacidade tecnológica do Amazonas 5 lhe permite oferecer uma ampla gama de serviços de comunicação, tanto em banda Ku como em banda Ka. O satélite oferece serviços DTH (Direct to Home) em banda Ku, já os serviços de conectividade de banda larga em feixes em banda Ka serão destinados a mais de meio milhão de pessoas em países da América Central e do Sul.

## História
A Hispasat assinou o contrato com a Space Systems/Loral em dezembro de 2014 para a mesma construir o satélite Amazonas 5. O satélite substituiu o Amazonas 4A com perda de desempenho, e também o Amazonas 4B que foi cancelado no final de 2014, por causa dos problemas de alimentação do Amazonas 4A.

## Lançamento
O satélite foi lançado com sucesso ao espaço no dia 12 de setembro de 2017, às 19:23 UTC, por meio de um veículo Proton-M/Briz-M, a partir do Cosmódromo de Baikonur, no Cazaquistão. Ele tinha uma massa de lançamento de 5.900 kg.

## Capacidade e cobertura
O Amazonas 5, possui 35 transponders em banda Ka e 24 em banda Ku para serviços de banda larga e de telecomunicações na América Latina.